# Peredovaia
Peredovaia - Передовая (rus) - és una stanitsa del krai de Krasnodar, a Rússia. Es troba al Caucas Nord, a la vora dreta del riu Urup, a 31 km al sud d'Otràdnaia i a 223 km al sud-est de Krasnodar.
Pertanyen a aquesta stanitsa els khútors de Baibaris i Ilitx.

## Khútors
- Baibaris - Байбарис (rus) - és un khútor del krai de Krasnodar, a Rússia. Es troba al Caucas Nord, a la vora del Berditxka, afluent del riu Urup, a 37 km al sud-oest d'Otràdnaia i a 213 km al sud-est de Krasnodar. Pertany a l'stanitsa de Peredovaia.

## Història
La localitat fou fundada el 1858 per emigrants provinents de les gubèrnies de Kursk i Oriol, així com cosacs del Don. Pertanyia a l'otdel de Batalpaixinksaia de la província de Kuban. El 1875 tenia ja 2.178 habitants i hi havia una escola. El 1916 els habitants van augmentar fins als 7.899. Després de la Revolució d'Octubre de 1917, el 1929 s'hi creà un kolkhoz en el marc de la col·lectivització de la terra.